# Chavarriella porcius
Chavarriella porcius là một loài bướm đêm trong họ Geometridae.